# ドイナ・メリンテ
ドイナ・メリンテ（Doina Melinte、1956年12月27日 - ）は、ルーマニアの元陸上競技選手である。
メリンテは、1984年ロサンゼルスオリンピック女子800mで金メダル、1500mで銀メダルを獲得。1986年のヨーロッパ選手権の1500mでも銅メダルを獲得。
翌年の世界室内の1500mでも4分05秒68のタイムで優勝。夏の世界陸上でも銅メダルを獲得した。1989年の世界室内の1500mでも4分04秒79の大会新記録で連覇した。

## 主な実績
| 年   | 大会                 | 場所                                 | 種目  | 結果 | 記録    |
| ---- | -------------------- | ------------------------------------ | ----- | ---- | ------- |
| 1981 | ユニバーシアード     | ブカレスト（ルーマニア）             | 800m  | 金   | 1:57.81 |
| 1981 | ユニバーシアード     | ブカレスト（ルーマニア）             | 1500m | 銀   | 4:05.74 |
| 1983 | ユニバーシアード     | エドモントン（カナダ）               | 800m  | 銅   | 1:59.93 |
| 1983 | ユニバーシアード     | エドモントン（カナダ）               | 1500m | 銀   | 4:07.34 |
| 1984 | オリンピック         | ロサンゼルス（アメリカ合衆国）       | 800m  | 金   | 1:57.60 |
| 1984 | オリンピック         | ロサンゼルス（アメリカ合衆国）       | 1500m | 銀   | 4:03.76 |
| 1986 | ヨーロッパ陸上選手権 | シュトゥットガルト（西ドイツ）       | 1500m | 銅   | 4:02.44 |
| 1987 | 世界室内陸上選手権   | インディアナポリス（アメリカ合衆国） | 1500m | 金   | 4:05.68 |
| 1987 | 世界陸上選手権       | ローマ（イタリア）                   | 1500m | 銅   | 3:59.27 |
| 1989 | 世界室内陸上選手権   | ブダペスト（ハンガリー）             | 1500m | 金   | 4:04.79 |
| 1989 | IAAFワールドカップ   | バルセロナ（スペイン）               | 800m  | 3位  | 1:56.55 |

## 自己ベスト
- 800m - 1:55.05 （1982年）
- 1500m - 3:56.7 （1986年）